# Zuchmistrz (czasopismo)
Zuchmistrz – czasopismo metodyczne dla instruktorów zuchowych Związku Harcerstwa Polskiego i nauczycieli wychowania przedszkolnego i zintegrowanego, wydawane jako kwartalnik w Warszawie przez Hufiec Warszawa Praga Południe i Instruktorski Krąg Pokoleń „Romanosy”.
W skład redakcji wchodzą lub współpracują z pismem: hm. Kamila Frydrych, hm. Róża Karwecka, Łukasz Machocki, hm. Stefan Romanowski, phm. Ewa Tkaczyk.